# ليلاند (كارولاينا الشمالية)
ليلاند (بالإنجليزية: Leland, North Carolina)‏ هي بلدة أمريكية تقع في الولايات المتحدة في مقاطعة برونزويك، كارولاينا الشمالية. يقدر عدد سكانها بـ 13,527 نسمة ومساحتها 51.5 كم2 و وترتفع عن سطح البحر 5 متر.

## التركيبة السكانية
حدّد مكتب تعداد الولايات المتحدة بيانات التركيبة السكانية لليلاند في تعداد الولايات المتحدة. في ما يلي، التركيبة السكانية حسب تعدادي 2000 و2010.

### تعداد عام 2000
بلغ عدد سكان ليلاند 1,938 نسمة بحسب تعداد عام 2000، وبلغ عدد الأسر 781 أسرة وعدد العائلات 549 عائلة مقيمة في البلدة. في حين سجلت الكثافة السكانية 37.1 نسمة لكل كيلومتر مربع (96.1/ميل2). وبلغ عدد الوحدات السكنية 919 وحدة بمتوسط كثافة قدره 17.6 لكل كيلومتر مربع (45.6/ميل2).
وتوزع التركيب العرقي للبلدة بنسبة 77.71% من البيض و16.20% من الأمريكيين الأفارقة و1.24% من الأمريكيين الأصليين و0.21% من الأمريكيين ذوي الأصول الآسيوية و2.53% من الأعراق الأخرى و2.12% من عرقين مختلطين أو أكثر و4.44% من الهسبانيون أو اللاتينيون من أي عرق.
بلغ عدد الأسر 781 أسرة كانت نسبة 34.4% منها لديها أطفال تحت سن الثامنة عشر تعيش معهم، وبلغت نسبة الأزواج القاطنين مع بعضهم البعض 52.6% من أصل المجموع الكلي للأسر، ونسبة 12.3% من الأسر كان لديها معيلات من الإناث دون وجود شريك،  بينما كانت نسبة 5.4% من الأسر لديها معيلون من الذكور دون وجود شريكة وكانت نسبة 29.7% من غير العائلات. تألفت نسبة 22.3% من أصل جميع الأسر من عدة أفراد يعيشون في نفس المنزل ونسبة 7.4% كانت تتألف من شخص يعيش بمفرده يبلغ من العمر 65 عاماً أو أكثر. وبلغ متوسط حجم الأسرة المعيشية 2.48، أما متوسط حجم العائلات فبلغ 2.85.
بلغ العمر الوسطي للسكان 35.7 عاماً. وكانت نسبة 24.6% من القاطنين تحت سن الثامنة عشر، وكانت نسبة 8.5% بين الثامنة عشر والرابعة والعشرين عاماً، ونسبة 31.2% كانت واقعةً في الفئة العمرية ما بين الخامسة والعشرين والرابعة والأربعين عاماً، ونسبة 25.1% كانت ما بين الخامسة والأربعين والرابعة والستين، ونسبة 10.6% كانت ضمن فئة الخامسة والستين عاماً فما فوق. يوجد لكل 100 أنثى 103.8 ذكر، ويوجد لكل 100 أنثى في الثامنة عشر من عمرها فما فوق 98.8 ذكر.
بلغ متوسط دخل الأسرة في البلدة 32,574 دولارًا، أما متوسط دخل العائلة فبلغ 38,077 دولارًا. وكان متوسط دخل الذكور 27,379 دولارًا مقابل 22,961 دولارًا للإناث. وسجل دخل الفرد الخاص بالبلدة 18,462 دولارًا. وكانت نسبة 15.1% من العائلات ونسبة 18.8% من السكان تحت خط الفقر، وكان من هؤلاء نسبة 28.4% تحت سن الثامنة عشر ونسبة 11.6% في الخامسة والستين من العمر وما فوق.

### تعداد عام 2010
بلغ عدد سكان ليلاند 13,527 نسمة بحسب تعداد عام 2010، وبلغ عدد الأسر 5,833 أسرة وعدد العائلات 4,075 عائلة مقيمة في البلدة. في حين سجلت الكثافة السكانية 259.2 نسمة لكل كيلومتر مربع (671.3/ميل2). وبلغ عدد الوحدات السكنية 6,583 وحدة بمتوسط كثافة قدره 126.1 لكل كيلومتر مربع (326.6/ميل2).
وتوزع التركيب العرقي للبلدة بنسبة 83.85% من البيض و10.02% من الأمريكيين الأفارقة و0.61% من الأمريكيين الأصليين و1.49% من الأمريكيين ذوي الأصول الآسيوية و0.01% من سكان جزر المحيط الهادئ و1.98% من الأعراق الأخرى و2.03% من عرقين مختلطين أو أكثر و4.89% من الهسبانيون أو اللاتينيون من أي عرق.
بلغ عدد الأسر 5,833 أسرة كانت نسبة 28.2% منها لديها أطفال تحت سن الثامنة عشر تعيش معهم، وبلغت نسبة الأزواج القاطنين مع بعضهم البعض 56.7% من أصل المجموع الكلي للأسر، ونسبة 9.7% من الأسر كان لديها معيلات من الإناث دون وجود شريك،  بينما كانت نسبة 3.4% من الأسر لديها معيلون من الذكور دون وجود شريكة وكانت نسبة 30.1% من غير العائلات. تألفت نسبة 23.5% من أصل جميع الأسر من عدة أفراد يعيشون في نفس المنزل ونسبة 6.2% كانت تتألف من شخص يعيش بمفرده يبلغ من العمر 65 عاماً أو أكثر. وبلغ متوسط حجم الأسرة المعيشية 2.32، أما متوسط حجم العائلات فبلغ 2.71.
بلغ العمر الوسطي للسكان 38.9 عاماً. وكانت نسبة 20.4% من القاطنين تحت سن الثامنة عشر، وكانت نسبة 6% بين الثامنة عشر والرابعة والعشرين عاماً، ونسبة 31% كانت واقعةً في الفئة العمرية ما بين الخامسة والعشرين والرابعة والأربعين عاماً، ونسبة 27.6% كانت ما بين الخامسة والأربعين والرابعة والستين، ونسبة 15% كانت ضمن فئة الخامسة والستين عاماً فما فوق. وتوزع التركيب الجنسي للسكان بنسبة 48.2% ذكور و51.8% إناث.